# Stanley Ratifo
Stanley Ratifo (ur. 5 grudnia 1994 w Halle) – mozambicki piłkarz niemieckiego pochodzenia grający na pozycji napastnika w klubie 1. CfR Pforzheim oraz reprezentacji Mozambiku. W swojej karierze grał głównie w klubach z niższych lig niemieckich takich jak: BSV Halle-Ammendorf, Hallescher FC czy w drużynie rezerw 1. FC Köln. W drużynie narodowej zadebiutował 25 marca 2017 przeciwko Angoli. Pierwszą bramkę w kadrze zdobył 10 czerwca 2017 w meczu z Zambią.